# Вернер Колхьорстер
Вернер Хейнрих Густав Колхорстер (на немски: Werner Kolhörster; 28 декември 1887 – 5 август 1946) е германски физик, един от първите изследователи на космически лъчи.

## Биография
Колхорстер е роден в Швиебус в северозападна Полша. Градът по това време е провинция на Прусия. Той учи физика
в Университета в Хале при Фридрих Ернст Дорн.
Повтаряйки експериментите по изследване на космически лъчи на Виктор Хес през 1913 – 1914 г. Колхорстер се издига с балон на височина 9 километра и потвърждава резултатите на Хес, че нивото на йонизация от космично лъчение е по-голямо във височина, отколкото на морското равнище. Това е доказателство, че източникът на тези йонизиращи лъчи идва извън земната атмосфера.
Колхорстер продължава проучванията си по физика във Физико-техническия институт в Берлин през 1914 г. По време на Първата световна война той измерва атмосферното електричество над Турция. След войната става преподавател във Физико-техническия институт (1922), в който има отдели по метрология и стандартизация, спектроскопия, фотометрия, електроинженерство и криогеника.
През 1928 – 1929 г. Колхорстер и Валтер Боте с помощта на Гайгер-Мюлеров брояч показват, че космичните лъчи имат електрически заряд. Способността на тези частици да проникват в земната атмосфера показва, че те имат голяма енергия.
През 1930 г. Колхорстер започва да работи по създаването на първия институт за изследване на космични лъчи в Потсдам с финансовата подкрепа на Пруската академия на науките. Става директор на института през 1935 г. и е избран за редовен професор.
Умира при катастрофа с кола в Мюнхен.

## Памет
В негова чест името му носи кратер на Луната.